# Метицилин-резистентен стафилокок
Метицилин-резистентният стафилокок (МРС) е бактерия, причиняваща редица трудно лечими инфекциозни болести при човека. Бива наричан още Оксацилин-резистентен стафилокок (ОРС). МРС може да се нарече всеки стафилококов щам, който се е развил в процеса на естествения подбор и е резистентен към антибиотици, включващи пеницилини като метицилин, дислоксацилин, оксацилин, нафтицилин и цефалоспорини. Щамове, които се повлияват от тези антибиотици се наричат Метицилин-чувствителни стафилококи (МЧС). Развитието на тази резистентност не кара организма да бъде по-вирулентен от това при заразяване със стафилококи, които не са развили резистентност към антибиотици, но въпреки това резистентността прави МРС по-трудна за овладяване със стандартни антибиотици и съответно се счита за по-опасна. МРС е особено опасна за хоспитализирани пациенти, в старчески домове и клиники, защото отворените рани, инвазивните устройства (напр. абокати) и отслабената имунна система крият още по-голям риск от заразяване, отколкото в обществото. МРС се е появила за първи път в болница.

## Признаци и симптоми
Стафилококите най-често колонизират в ноздрите, като останалата част от дихателните пътища, както и отворени рани, пикочните пътища и венозни катетри също могат да бъдат огнища на инфекция. Здрави индивиди могат да пренасят болестта без симптоми в период от няколко седмици до няколко години. Пациенти с компрометирана имунна система са много по-застрашени от вторична инфекция. При повечето пациенти МРС може да се изолира чрез натривка от ноздрите. Инфекцията може значително да прогресира в рамките на 24 – 48 часа с локални симптоми. След 72-рия час е възможно инфекцията да се задържи в лигавицата и да стане неподатлива на лечение. Проявява се като малки червени издатини, наподобяващи пъпки или ухапвания от паяк, могат да бъдат придружени от треска и обриви. До няколко дни издатините се разрастват и стават болезнени, след което започват да се превръщат в големи гнойни циреи. МРС обикновено се локализира по лигавиците и се лекува сравнително успешно. Някои щамове на МРС показват повишена вирулентност, разпространяват се по-скоростно и могат да причинят много по-тежки болести от други щамове, като засягат жизненоважни органи и причинят инфекции, като сепсис, токсичен шок или некротизираща („разяждаща плътта“) пневмония. Това се дължи на токсини, пренасяни от някои МРС щамове, като PVL-левкоцидин и фенол-разтворим модулин.
Много често хората, заразени с МРС, са напълно асимптоматични. Най-честите прояви на МРС са кожни инфекции от рода на импетиго, циреи, абсцеси, фоликулити и целулит. По-рядко могат да се наблюдават по-сериозни инфекции, като пиомиозит (най-вече из тропиците), некротизираща пневмония, инфекциозен ендокардит (инфекция на сърдечните клапи), некротизиращ фасциит, както и костни и ставни инфекции. Често МРС образува абсцеси, които налагат инцизия и дрениране. Преди МРС да се разпространи в обществото, абсцесите не са били считани за заразни, защото се е мислело, че за да се инфектира човек е трябвало да бъде нарушена целостта на кожата. Нововъзникващите ЕРС щамове обаче са заразни.

## Рискови групи
- Хора, страдащи от имунна недостатъчност (ХИВ/СПИН), лупус, болни от рак, хора с трансплантирани органи и някои астматици.
- Хора, страдащи от диабет.
- Наркомани.
- Употребяващите хинолонови (квинолонови) антибиотици.
- Малки деца.
- Възрастни хора над 50 години.
- Студенти, живеещи в общежития.
- Жени с чести инфекции на пикочните пътища, породени от инфекции на пикочния мехур.
- Работещи в здравни заведения.
- Хора, които обитават затворени помещения като затвори.

## Диагноза
Диагнозата се поставя на базата на микробиологично изследване. Обикновено пробата се взима от кръв, урина или слюнка. Друг използван метод е „латекс-аглутационен“ тест, чрез който се открива PBP2a протеин (пеницилин-свързващ протеин), който придава свойството на стафилококите да бъдат резистентни към оксацилин.

## Предпазване

### Почистване на повърхностите
Спиртът е доказано почистващо средство, предпазващо повърхностите от МРС щамове. Четвъртичен амоний може да се използва да удължаване на действието на спирта върху повърхността. Превенция срещу нозокомиални инфекции може да се осъществи чрез термично чистене.

### Ограничаване на приема на някои антибиотици
Гликопептидите, цефалоспорините и по-точно хинолоните са свързани с повишен риск от заразяване с метицилин-резистентни стафилококи. Ограничаването на приема на тази антибиотици и особено флуорохинолонтите намалява този риск.

### Деколонизиране
Дренирането на гнойни циреи трябва да става внимателно, тъй като ако бъдат нарушени съседни тъкани, инфекцията може да се разрасне или да бъде заразена и кръвта, последствията от което обикновено са фатални. Изхвърлянето на ексудата трябва да става внимателно. След дренирането на циреите, пациентите могат да се изкъпят у дома, ползвайки антисептичен сапун или шампоан, съдържащ хексахлорофен или хлорхексидин. При подсушаване трябва изключително много да се внимава назален секрет да не попадне върху хавлията.
Болничните тоалетни са чест разпространител на заразата, затова се препоръчва при всяко използване да се почиства тоалетната чиния. Дръжките на вратите, крановете и токопрекъсвачите могат лесно да се дезинфекцират с мокри кърпи, което значително намалява риска от заразяване. За тапицерия могат да се използват дезинфектанти под формата на спрей. Паркетът може да се чисти с масло от чаено дърво.

## Лечение
Всички щамове на МРС са резистентни към бета-лактамни антибиотици като цефалексим. Така наречените обществено-придобити МРС (придобити извън болнично заведение) щамове имат податливост към по-голям спектър от антимикробни препарати като сулфонамиди, тетрациклини като доксициклин, клиндамицин и миноциклин, но към момента най-честият избор за лечение на МРС е ванкомицин. Така наречените болнично-придобити МРС (придобити в болнично заведение) са резистентни дори към тези групи, с изключение само на ванкомицин. По-нови антибиотици, като линезолид (принадлежащи на новия клас оксазолидинони) и даптомицин имат ефект и върху двата вида щамове. При пневмония, предизвикана от МРС, се препоръчва лечение с ванкомицин, линелолид или клиндамицин.
Някои новооткрити щамове на МРС показват резистентност дори и към ванкомицин. Тези еволюирали щамове на МРС бактерията са наречени Ванкомицин-частично-резистентен стафилокок (ВЧРС). При лечение на този щам и усложненията му се използват антибиотици, като линезолид, далфопристин, даптомицин и цефтаролин. Изследванията показват, че алицин – съединение, което се намира в чесъна, показва ефективност при лечение на МРС.